# Liste des routes numérotées à Washington D.C.
Les routes numérotées dans le district de Columbia sont entretenues par le District Department of Transportation (DDOT). 

## Liste des routes numérotées actuelles
| Numéro | Longueur (mi) | Longueur (km) | Terminus sud / ouest      | Terminus nord / est                          | Créée | Notes |
| ------ | ------------- | ------------- | ------------------------- | -------------------------------------------- | ----- | ----- |
| DC 295 | 4,29          | 6,90          | I-295 / I-695 à Anacostia | MD 201 à la frontière du Maryland à Deanwood | 1964  |       |
|        |               |               |                           |                                              |       |       |